# ایستگاه متروی نعمت‌آباد
ایستگاه متروی نعمت‌آباد یکی از ایستگاه‌های خط ۳ متروی تهران است که در بزرگراه آیت‌الله سعیدی، نبش خیابان سهیل (خلازیر) واقع شده‌ است.
این ایستگاه در تاریخ ۱۸ آبان ۱۳۹۴ تأسیس شده و شامل ۸۰۵۰ متر مربع فضای سرپوشیده است.